# 이언 맥셰인
이언 맥셰인 (Ian McShane, 1942년 10월 29일 ~ )는 영국의 배우이다.

## 출연
- 1969년 공군 대전략: 앤디 무어 상사 역
- 2012년 스노우 화이트 앤 더 헌츠맨: 베스 역
- 2013년 잭 더 자이언트 킬러: 브람웰 역
- 2014년 허큘리스: 암피아라우스 역
- 2017년 존 윅: 리로드: 윈스턴 역
- 2017년 더 복서: 조 패짓 역
- 2017년 신들의 전쟁: 미스터 웬즈데이 역
- 2018년 몬스터 파크: 그럼프 역 (애니메이션)
- 2019년 헬보이: 브룸 박사 역
- 2019년 존 윅 3: 파라벨룸: 윈스턴 역
- 2024년 쿵푸팬더 4: 타이렁 역 (목소리)